# Gut Seekamp

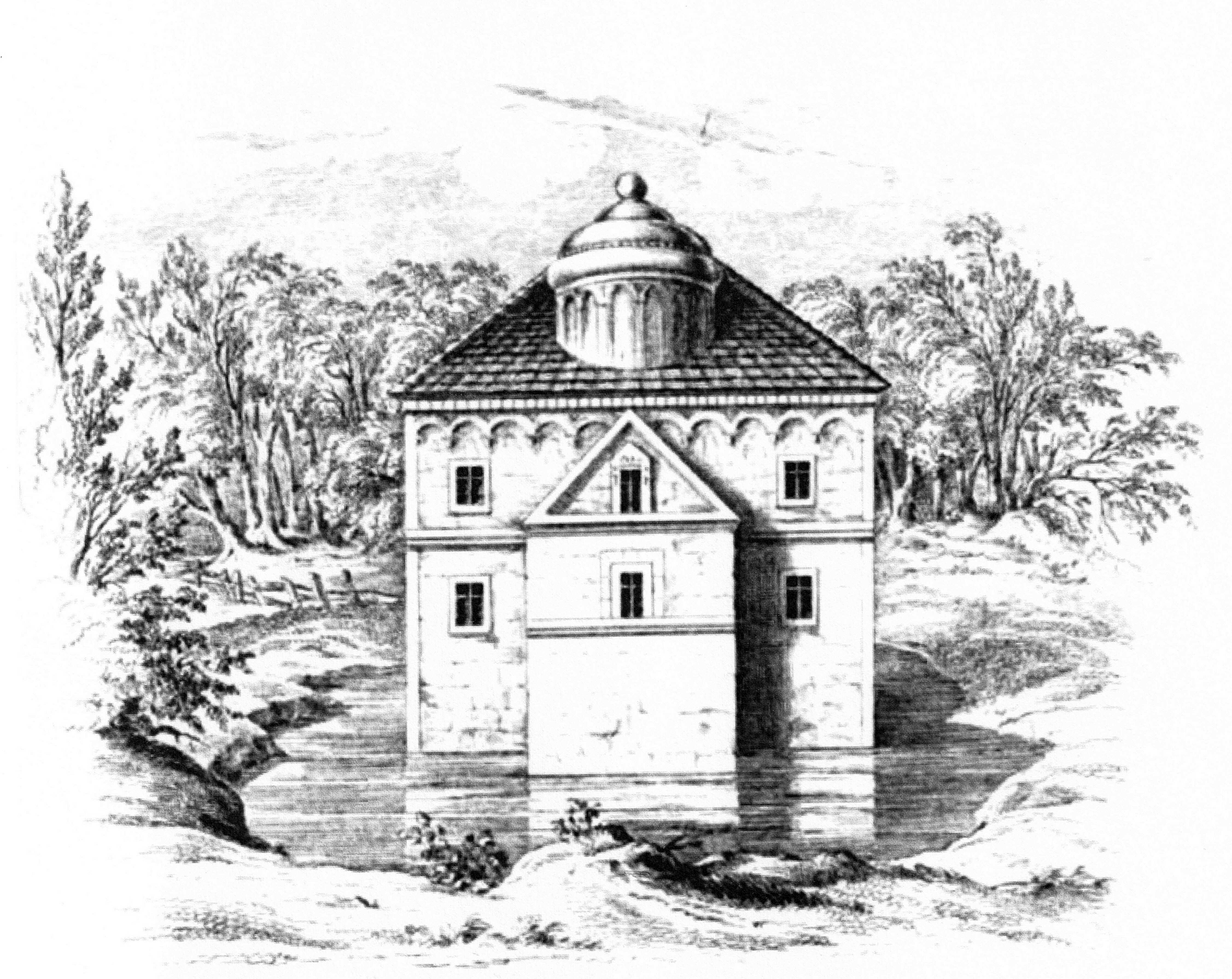
Darstellung von 1862

Das ehemalige adelige Gut Seekamp im Norden Kiels gehört heute zum Stadtteil Kiel-Schilksee.

## Geschichte

Karte von Seekamp und Umgebung 1898

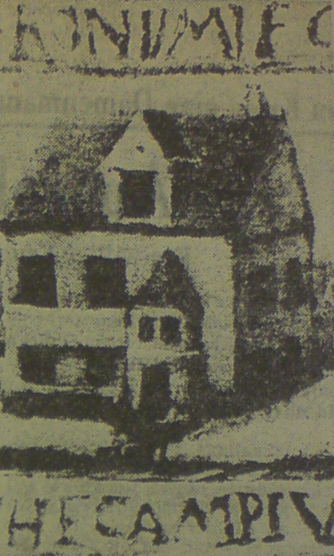
Darstellung von 1586

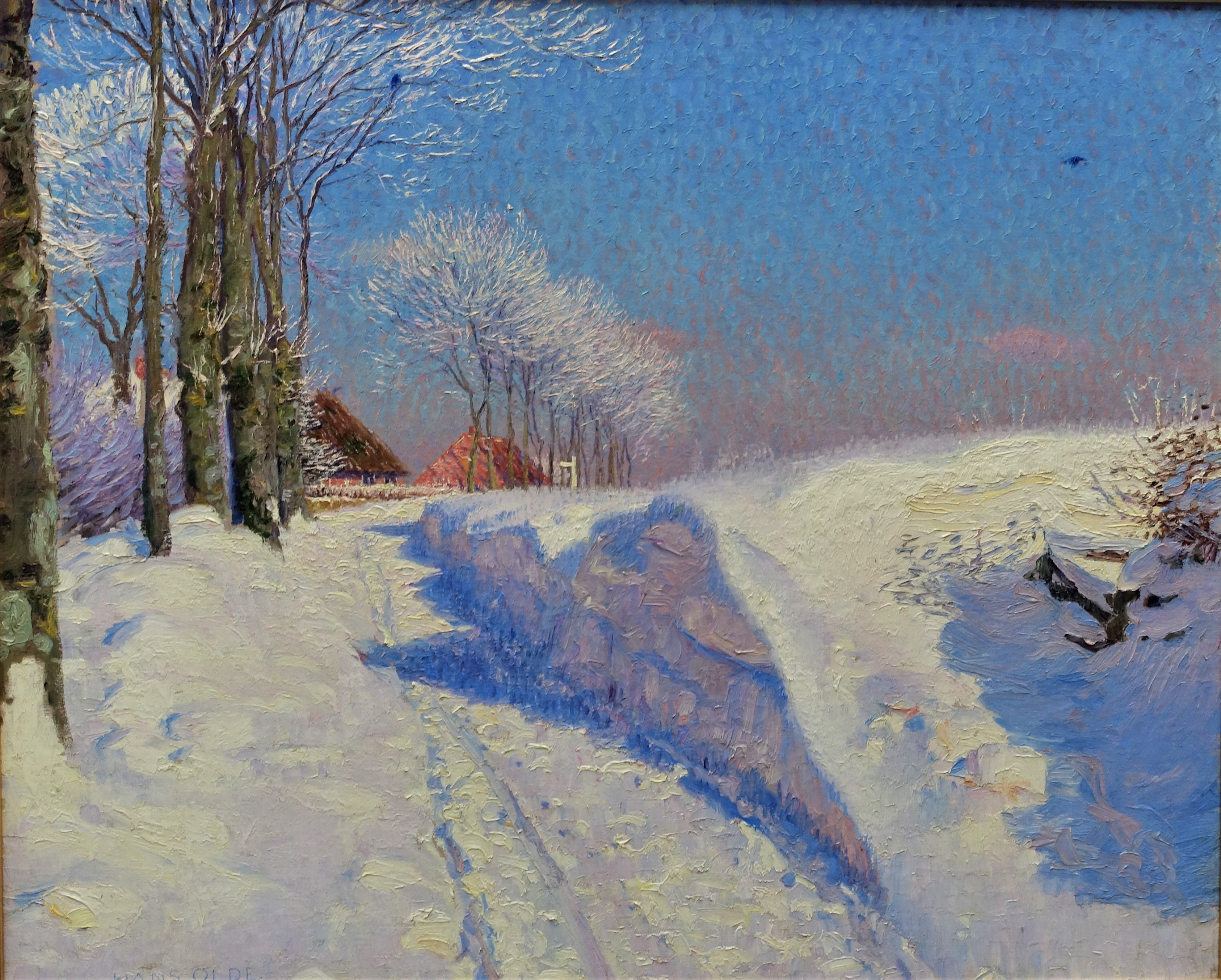
Bild von Hans Olde: Winter in Seekamp 1898, Museumsberg Flensburg

Seekamp, urkundlich erstmals 1350 erwähnt, gehörte ursprünglich zum Gut Knoop und mit diesem anfangs zum Besitz der Familie von der Wisch. 1450 übernahm die Familie Rantzau die Höfe, bei der sie bis 1632 verblieben.
Um 1570 teilte Christopher Rantzau, Eigner der Güter Knoop und Bülk das Gebiet Seekamp als neuen Gutsbezirk ab, um seine drei Erben angemessen versorgen zu können. Diese konnten sich erst 1575, vier Jahre nach seinem Tod, auf definierte Grenzen zwischen den drei Gütern einigen. Die erste Hofanlage, wohl 1575 durch Hieronymus Rantzau (der 1595 in Kiel-Brunswik von seinem Bruder erstochen wurde) begonnen, glich einer zweistöckigen Wasserburg mit einem fensterlosen Kellergeschoss mit 9 Fuß starken Grundmauern, deren Reste man erst im 19. Jahrhundert abtrug, und einer Art Ausguck.
1615 wurden auf Gut Seekamp die beiden Frauen Engelke Krabbenhöft und Abelke Kohberg der Hexerei beschuldigt und hingerichtet. 1626 erwarb Cai von Ahlefeldt aus Mehlbeck, Kreis Steinburg, die Höfe Bülk, Knoop und Seekamp. 1632 verkaufte er alle drei Güter an seinen Landesvater König Christian IV., der nebenan die Festung Friedrichsort (damals 'Christianspries') entstehen ließ und die Höfe zu deren Versorgung veranschlagte. Nachdem diese geschleift worden war, erwarb Claus von Buchwald von Sierhagen in Ostholstein die drei Güter zurück. Er vererbte sie seinem Sohn Wulf von Buchwald, dieser geriet in Konkurs.
1792 wurde die Leibeigenschaft aufgehoben. Letzter Adelsherr war Graf Schack von Schackenburg. Das Gut wurde parzelliert und zu einem Parzellenhof ohne Privilegien herabgestuft. Der Sitz des Gutsbezirks Seekamp wurde nach Stift verlegt. Johann Erich von Berger (1772–1833), Professor der Philosophie und Astronomie zu Kiel, kaufte im Jahr 1801 den Hof Seekamp. Er war zugleich Kommandeur der Küstenmiliz im Bereich der Festung Friedrichsort.
Die Mutter des Malers Hans Olde (1855–1917), Auguste Olde geborene Wriedt, stammte vom Gut Seekamp, das ihr Vater bewirtschaftete und 1878 käuflich erwarb. Olde erlernte zwar den Beruf des Landwirts und erbte das Gut 1904, hatte jedoch mehr Interesse an der Malerei. Sein Sohn Hans Olde der Jüngere (1895–1987) war ebenfalls Maler und verkaufte den größten Teil des Gutes 1925 an die Stadt Kiel.
1927 rief der spätere Kieler Oberbürgermeister Andreas Gayk – damals Redakteur der Schleswig-Holsteinischen Volkszeitung – auf Gut Seekamp die erste freie deutsche „Kinderrepublik“ aus, ein großes Jugendlager für 2300 Arbeiterkinder aus Deutschland, Dänemark, Österreich und der Tschechoslowakei. Die erste „Kinderrepublik Seekamp“ fand vom 16. Juli bis 12. August 1927 statt.
Im Seekamper Gebiet befanden sich – bereits länger als der Hof selbst – die Dörfer Holtenau, Pries und Schilksee, die erst durch die Kolonisierung des Dänischen Wohldes durch den holsteinischen Adel in Gutsbezirke gelegt wurden. Als letztere 1928 in ganz Preußen aufgelöst wurden, gingen daraus drei Landgemeinden genannter Dörfer hervor. Seekamp wurde der Landgemeinde Schilksee zugeschlagen, mit der es 1959 Kieler Stadtteil wurde.

## Heutige Situation
Gut Seekamp ist von der Fördestraße in Kiel-Schilksee aus erreichbar. Seit 1986 befindet sich auf dem ehemaligen Gutsgelände, das der Stadt Kiel gehört, ein Skulpturenpark des Künstlers Hans Kock. Die Hans-Kock-Stiftung nutzt das 1876 erbaute Gutshaus sowie den reetgedeckten Pferdestall aus dem 19. Jahrhundert für Veranstaltungen und Ausstellungen. In unmittelbarer Nähe liegt das in Privatbesitz befindliche ehemalige Atelierhaus von Hans Olde dem Jüngeren, das dieser um 1938 in den heutigen Zustand umbauen ließ. Die gesamte Anlage ist auch als Kulturpark Seekamp bekannt.